# 黒部峡谷鉄道EH形電気機関車
黒部峡谷鉄道EH形電気機関車（くろべきょうこくてつどうEHがたでんききかんしゃ）は、黒部峡谷鉄道が1974年に導入した直流用電気機関車である。その後の改造により現在はEHR形電気機関車となっている。

## 概要
日立製作所が1974年に凸形電気機関車のED15, ED16を改造したもので、EH101, EH102 の2両が製作された。名目上改造機ではあるが、種車からは電動機が流用されたのみで、車体や台車などは全て新製された物である。EH101, EH102あわせて336kWの出力を持ち、軌間762mmの特殊狭軌（ナローゲージ）では日本で最も高い出力を持つ機関車である。
片運転台の車体を2両背中合わせで連結した構成だが、各車体は単機での運転も可能となっている。そのため、EH形と称するもの各車体にそれぞれ別の番号が付番されている。種々の事情により製造はEH101, EH102のみとなり、その後は自由に重連運転のできる両運転台のED形ED23 - ED28の製造に切り替えられた。
1975年に機関車として初めて鉄道友の会のローレル賞を受賞した。
1993年に増速改造が行なわれ、EHR形EHR101, EHR102 に改番された。